# Tăblășeni, Mureș
Tăblășeni este un sat în comuna Iclănzel din județul Mureș, Transilvania, România.